# Președintele Dominicăi
Președintele Dominicăi este șeful statului Dominica în cadrul sistemului implementat de Constituția din 1978, anul declarării independenței țării.
Actualul președinte este Sylvanie Burton, din 2 octombrie 2023.

## Președinții Dominicăi
Statut
     reprezintă un președinte interimar
| Președinte | Președinte | Președinte                           | Mandat               | Mandat               | Mandat                               | Partid politic (la momentul alegerii) |
| №          | Portret    | Nume (Anul nașterii–Anul decesului)  | Începutul mandatului | Sfârșitul mandatului | Durată                               | Partid politic (la momentul alegerii) |
| ---------- | ---------- | ------------------------------------ | -------------------- | -------------------- | ------------------------------------ | ------------------------------------- |
| —          |            | Sir Louis Cools-Lartigue (1905–1993) | 3 noiembrie 1978     | 16 ianuarie 1979     | 0 ani, 74 zile                       |                                       |
| 1          |            | Fred Degazon (1913–2008)             | 16 ianuarie 1979     | 29 ianuarie 1980     | 1 an, 13 zile                        |                                       |
| —          |            | Sir Louis Cools-Lartigue (1905–1993) | 15 iunie 1979        | 16 iunie 1979        | 0 ani, 1 zi                          |                                       |
| —          |            | Jenner B. M. Armour (1932–2001)      | 21 iunie 1979        | 25 februarie 1980    | 0 ani, 249 zile                      |                                       |
| 2          |            | Aurelius Marie (1904–1995)           | 25 februarie 1980    | 19 decembrie 1983    | 3 ani, 297 zile                      |                                       |
| 3          |            | Clarence Seignoret (1919–2002)       | 19 decembrie 1983    | 25 octombrie 1993    | 9 ani, 310 zile                      | Partidul Laburist din Dominica        |
| 4          |            | Crispin Sorhaindo (1931–2010)        | 25 octombrie 1993    | 5 octombrie 1998     | 4 ani, 345 zile                      | Partidul Libertății din Dominica      |
| 5          |            | Vernon Shaw (1930–2013)              | 6 octombrie 1998     | 1 octombrie 2003     | 4 ani, 360 zile                      | Partidul Muncitoresc Unit             |
| 6          |            | Nicholas Liverpool (1934–2015)       | 1 octombrie 2003     | 17 septembrie 2012   | 8 ani, 352 zile                      | Independent                           |
| 7          |            | Eliud Williams (1948–)               | 17 septembrie 2012   | 2 octombrie 2013     | 1 an, 15 zile                        | Partidul Laburist din Dominica        |
| 8          |            | Charles Savarin (1943–)              | 2 octombrie 2013     | 2 octombrie 2023     | 10 ani, 0 zile                       | Partidul Laburist din Dominica        |
| 9          |            | Sylvanie Burton (1965–)              | 2 octombrie 2023     | În funcție           | 1 an, 175 zile (la 2 octombrie 2023) | Partidul Laburist din Dominica        |